# Nikko Boxall
Nikko Daniel Boxall (Født 24. februar 1992) er en newzealandsk fodboldspiller, der tidligere spillede i 1. Division for den danske klub Viborg FF.